# Flottiglia

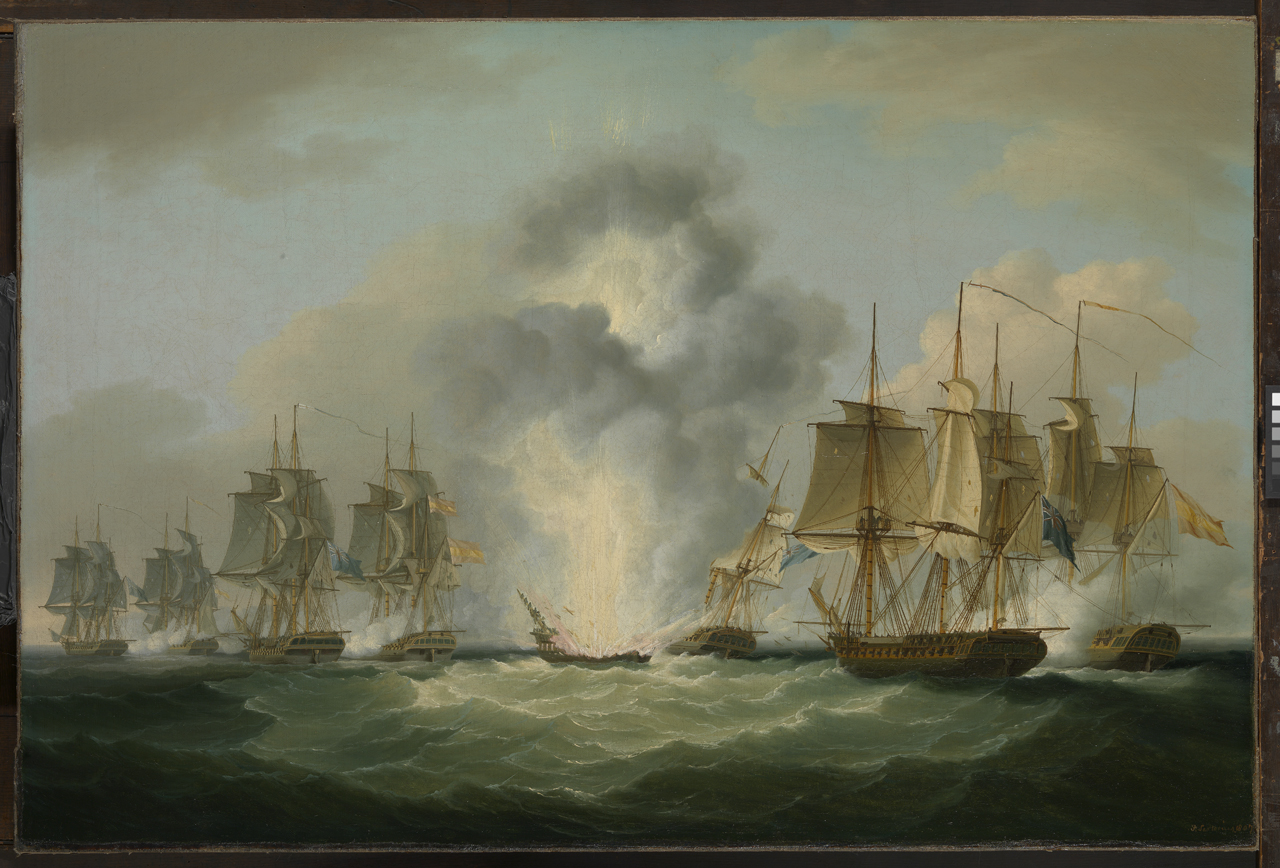
La flottiglia di quattro fregate di José de Bustamante y Guerra è intercettata da quattro fregate britanniche, durante la battaglia di Cabo de Santa Maria.

Una flottiglia (dallo spagnolo flotilla) è una formazione di piccole navi da guerra, che possono far parte di una flotta più grande. Una flottiglia è generalmente composta da un gruppo omogeneo di navi appartenenti alla medesima classe navale, come ad esempio: cacciatorpediniere, fregate, torpediniere, cannoniere, sommergibili, ecc. Gruppi di navi più grandi sono generalmente chiamati squadroni; ma unità simili di navi non capitali possono essere chiamate squadroni in alcuni casi e flottiglie in altre. Formazioni comprendenti più di una nave capitale, ad esempio man-of-war, nave da battaglia e portaerei, tipicamente insieme alle navi più piccole e alle unità di supporto, sono generalmente chiamate flotte, ciascuna delle quali guidata da una nave capitale è uno squadrone o una task force (vedi tabella sotto).
Una flottiglia è generalmente comandata da un retroammiraglio, da un commodoro o da un capitano, a seconda dell'importanza del comando (un viceammiraglio normalmente comanderebbe uno squadrone). Una flottiglia è spesso divisa in due o più divisioni, ognuna delle quali può essere comandata dal comandante più anziano, quasi sempre un tenente come minimo. Una flottiglia è spesso, ma non necessariamente, una formazione permanente.
Nelle flotte moderne, le flottiglie tendono a diventare unità amministrative contenenti diversi squadroni. Man mano che le navi da guerra sono diventate più grandi, il termine squadrone ha gradualmente sostituito il termine flottiglia per le formazioni di cacciatorpediniere, fregate e sottomarini in molte marine militari.
Una flottiglia navale non ha generalmente una unità militare terrestre perfettamente corrispondente; tuttavia, un livello equivalente potrebbe essere quello di reggimento o brigata.
Una flottiglia può anche essere un piccolo gruppo di aeromobili dell'aviazione di marina. Ad esempio, l'Aéronautique navale francese è organizzata in flottiglie (per le unità operative) e in escadrilles (squadriglia, per le unità di addestramento), o ancora nell'Armada Española dove l'aviazione di marina è chiamata Flotilla de Aeronaves, ed è organizzata in escuadrillas.
Il termine flottiglia è stato largamente impiegato nelle marine germaniche (Kaiserliche Marine, Reichsmarine, Kriegsmarine Bundesmarine, Volksmarine e Deutsche Marine); tra cui le famose flottiglie di U-Boot operative durante la seconda guerra mondiale.
Nella marina imperiale russa, poi nella marina sovietica ed infine nella marina russa, il termine flottiglia è impiegato per le unità navali fluviali o comunque operanti in acque chiuse (fiumi e laghi) e non in acque aperte (mari e oceani). Di queste unità, l'unica che sopravvive ancora oggi è la Flottiglia del Caspio, ma in passato vi sono state decine di flottiglie.
Nella Regia Marina, la flottiglia (comandata da un capo flottiglia, solitamente imbarcato su di una unità estranea alle squadriglie, che inizialmente era un esploratore, poi dopo la riclassificazione un cacciatorpediniere conduttore) era un raggruppamento di 2 o più squadriglie. Tra le flottiglie vi furono quelle armate di MAS.
La United States Coast Guard Auxiliary – il servizio ausiliario della United States Coast Guard – è organizzata in flottiglie.
Il termine flottiglia può anche essere impiegato in ambito non militare, ma sempre in ambito nautico per riferirsi ad una piccola flotta di navi, ovvero ad gruppo di imbarcazioni con caratteristiche simili che navigano insieme o che condividono proprietà, base, sponsor, obiettivo o marchio; come, ad esempio, nel caso di una regata velica (anche non competitiva) o della Freedom Flotilla.
Nella gerarchia militare navale, una flottiglia è generalmente la più piccola unità militare navale comprendente diverse navi.
| Nome unità             | Tipo di navi                          | Numero di navi                                       | Comandante                                                                  |
| ---------------------- | ------------------------------------- | ---------------------------------------------------- | --------------------------------------------------------------------------- |
| Marina militare        | Tutte le navi                         | Più di 2 flotte                                      | Ammiraglio della flotta o Ammiraglio (OF-9)                                 |
| Flotta                 | Tutte le navi di una regione          | Più di 2 task forces                                 | Ammiraglio (OF-9) o Viceammiraglio (OF-8)                                   |
| Task force             | Tutte le grandi navi di una tipologia | Più di 2 task groups                                 | Viceammiraglio (OF-8)                                                       |
| Task group             | Un gruppo di navi complementari       | Più di 2 task units o squadroni                      | Retroammiraglio (OF-7)                                                      |
| Task unit o Squadrone  | Di solito capital ships               | Un piccolo numero di navi                            | Retroammiraglio (OF-6) o Commodoro (OF-6) o Ammiraglio di flottiglia (OF-6) |
| Task unit o Flottiglia | Di solito non capital ships           | Un piccolo numero di navi simili o dello stesso tipo | Retroammiraglio (OF-6) o Commodoro (OF-6) o Ammiraglio di flottiglia (OF-6) |
| Task element           | Una singola nave                      | Una nave                                             | Capitano (OF-5) o Comandante (OF-4)                                         |